# 胡林的子女
《胡林的子女》（英語：The Children of Húrin）是英國作家J·R·R·托爾金所作的史詩奇幻小說，2007年時由其子克里斯多夫·托爾金整理出版。敘述悲劇英雄圖林·圖倫拔的故事。
托爾金將該作與另外兩部作品《貝倫與露西安》與《貢多林的陷落》視為中土大陸的「三大傳奇」。

## 情節
圖林是伊甸人胡林和莫玟之子。他在精靈國王埃盧·庭葛的王國多瑞亞斯居住多年，一次因與一位傲慢的長老西羅斯發生衝突，致使西羅斯意外身亡，於是圖林決定逃離多瑞亞斯，並成為一批不法之徒的首領，住在小矮人密姆的居所。圖林的精靈好友畢烈格出外尋找圖林，與之會合。密姆將圖林出賣給半獸人，圖林被擒，畢烈格雖救出圖林，卻被圖林誤殺，清醒後的圖林對此悲痛欲絕。
圖林來到歐洛隹斯的王國納國斯隆德，他在那裡重鑄了寶劍安格拉赫尔，將其重新命名為古山格。魔苟斯派遣格勞龍攻打納國斯隆德，歐洛隹斯戰死，其女兒芬朵菈絲被半獸人劫走。格勞龍騙圖林說他的家人有危險，使圖林趕往多爾露明。事實上他的母親莫玟與妹妹妮諾爾並無危險，她們已經移居多瑞亞斯，聽聞納國斯隆德陷落的消息之後，在馬伯龍等精靈的護送下趕去找圖林，沿途中他們遭遇格勞龍，妮諾爾中了格勞龍的魔咒而失去記憶，並與隊伍失散。待圖林來到多爾露明時方知母親早已離去，遂轉而追尋劫走芬朵菈絲的半獸人的蹤跡，來到貝西爾後才從當地人類居民口中得知芬朵菈絲已遇害。
圖林留在貝西爾居住，多次幫助當地居民打敗半獸人入侵。某日圖林在芬朵菈絲的墳墓前遇見了失憶的妮諾爾，不知對方為自己的妹妹，稱她為奈妮爾，一段時期後相愛的兩人成婚。格勞龍來到貝西爾附近，圖林前去獵殺牠，用古山格刺入其腹部，但他自己也昏迷過去。奈妮爾來找圖林時，臨死前的格勞龍解除了對她的魔咒，使奈妮爾恢復記憶，認知到她其實是圖林的親妹妹，因而自殺。圖林醒來後，目睹奈妮爾自殺經過的貝西爾首領布蘭迪爾指責圖林的過失，圖林卻誤認他在說謊，憤而將布蘭迪爾殺死。這時馬伯龍等精靈來到貝西爾，將當初與莫玟、妮諾爾失散之事告知圖林，圖林因而領悟到布蘭迪爾所言乃事實，於是陷入瘋狂之中，終以古山格自殺而死。

## 創作及出版歷程

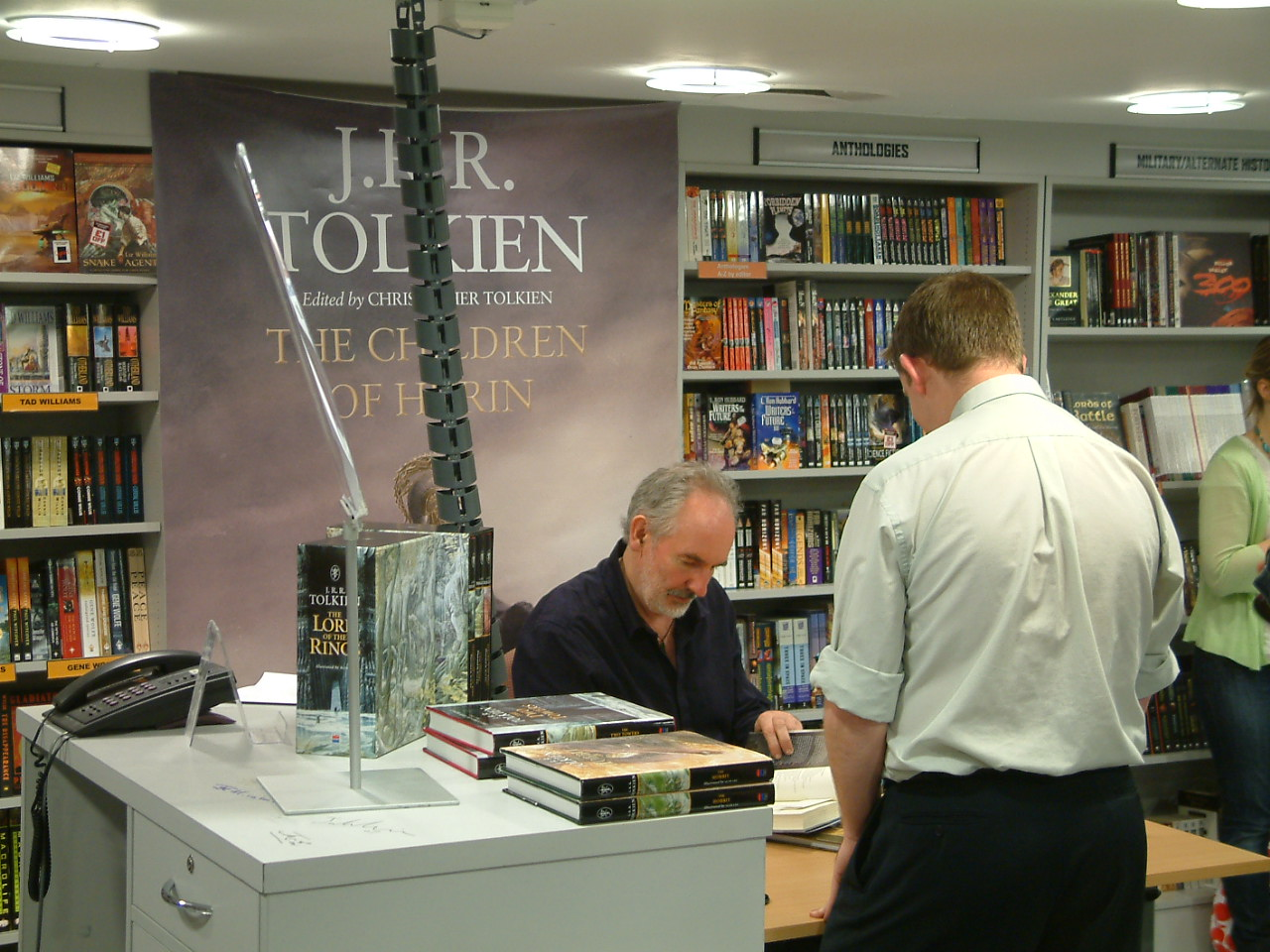
插畫家艾倫·李在倫敦為《胡林的子女》簽書

托爾金自1918年就開始撰寫《胡林的子女》，但其生前皆未能將其出版。其子克里斯多夫·托爾金根據一系列托爾金的未完手稿，終將《胡林的子女》編輯完成，克里斯多夫的兒子亞當·托爾金亦是這部小說的助理編輯。
2007年4月16日由哈潑柯林斯出版社在英國出版，書中插圖由知名托爾金插畫家艾倫·李繪製。在美國由霍頓·米夫林·哈考特出版。
出版後十分暢銷，曾一度登上亚马逊畅销书榜的冠軍。

## 中文翻譯
| 出版時間      | 地點     | 譯者           | 出版社     | 來源        |
| ------------- | -------- | -------------- | ---------- | ----------- |
| 2008年5月29日 | 臺灣     | 鄧嘉宛         | 聯經出版   |             |
| 2009年4月     | 中國大陸 | 马骁           | 译林出版社 | [ 7 ] [ 8 ] |
| 2018年8月     | 中國大陸 | 邓嘉宛、石中歌 | 世紀文景   | [ 9 ]       |